# Доувес Деккер, Эдуард
Эдуард Доувес Деккер (нидерл. Eduard Douwes Dekker, МФА: [ˈeːdywɑrt 'dʌuwəs 'dɛkər]; 2 марта 1820, Амстердам — 19 февраля 1887, Нидер-Ингельхайм), писавший под псевдонимом Мультатули (лат. Multatuli, «я много вынес») — нидерландский писатель, один из крупнейших представителей нидерландской литературы.
С возраста 19 лет находился на государственной службе в Нидерландской Ост-Индии, современной Индонезии. На основе увиденного написал свой главный роман, «Макс Хавелар» (нидерл. Max Havelaar), фактически ставшим обличительным для колониальной политики Нидерландов. В 2002 году Общество нидерландской литературы провозгласило роман величайшим произведением всех времён, написанном на нидерландском языке, а имя главного персонажа романа, Макса Хавелара, является в Нидерландах нарицательным.

## Биография
Родился в семье капитана дальнего плавания и домохозяйки, четвёртый из пяти детей. В 1838 году, в возрасте 18 лет, на корабле под командованием своего отца отправился в Нидерландскую Ост-Индию, и в 1839 году сошёл на берег в Батавии (ныне Джакарта). В Батавии Доувес Деккер поступил на финансовую службу, где провёл три года, а затем подал прошение о переводе из Батавии, отчасти из-за того, что финансовая деятельность была ему неинтересна, отчасти из-за того, что он успел наделать карточные долги. 12 октября 1842 года Эдуард Доувес Деккер был переведён в должности контролёра на западный берег Суматры. На этом посту он поссорился с губернатором Западной Суматры Виктором Михилсом, так как тот, по мнению Доувеса Деккера, требовал слишком многих почестей, и был им временно отстранён от работы, оставшись без средств к существованию. По собственным воспоминаниям, он даже страдал от голода. В этот период он занялся литературной деятельностью, написав сентиментальную пьесу «Бесчестье» (позже изданную под названием «Невеста наверху», (нидерл. «De bruid daarboven»). Доувес Деккер также был обвинён в растрате, но позже Счётная Палата в Батавии сняла это обвинение и признала неправоту Михиелса. Тем не менее Доувес Деккер вынужден был покрыть недостачу из собственных денег, после чего был переведён на Яву.
На Яве в 1846 году он женился на Тине, баронессе Вейнберген. Впоследствии у них родилось двое детей — сын Эду (1854) и дочь Нонни (1857). После нескольких лет работы на должностях существенно ниже его возможностей, Доувес Деккер в 1848 году был переведён в должность секретаря резидента Менадо на острове Целебес. Здесь его сочувствие туземному населению встретило понимание у резидента Схериуса, и последний назначил в 1851 году Доувеса Деккера своим преемником. Впрочем, во время пребывания в должности резидента Доувес Деккер снова наделал долгов и создал недостачу в казне. В конце 1851 года он был переведён на остров Амбон в Молуккском архипелаге в должности ассистент-резидента, но из-за ухудшения здоровья уже через несколько месяцев он подал прошение об отпуске. Отпуск был предоставлен, и с 1852 по 1855 год Доувес Деккер находился в Нидерландах, где снова залез в долги. Кредиторы преследовали его в дальнейшем до самой смерти, и он так и не смог с ними расплатиться, несмотря на свой финансовый успех как писателя.
После возвращения на Яву он в январе 1856 года был назначен ассистент-резидентом провинции Лебак на Яве. Хотя на этот раз его правление вначале шло более успешно, и он даже рассматривался в качестве основного кандидата на пост резидента, он столкнулся с чудовищными злоупотреблениями местных индонезийских правителей, а также обнаружил, что его предшественник Каролюс был отравлен. После того как обвинение, выдвинутое им против регента (высшая должность в провинции для индонезийского правителя), было отвергнуто руководством колонии, он в феврале 1856 года подал в отставку. Не встретив понимания властей и не найдя работу на Яве, в следующем году он окончательно вернулся в Европу, где несколько лет переезжал с места на место, живя в Нидерландах, Бельгии, Германии и Франции. В 1859 году его жена и дети также вернулись в Европу, что существенно ухудшило их финансовое положение.
В 1859 году в Брюсселе Доувес Деккер примерно за месяц написал роман «Макс Хавелар, или Кофейные аукционы Нидерландского торгового общества». Уже рукопись книги, остро критиковавшей колониальные порядки в Ост-Индии, произвела глубокое впечатление на правящие образованные круги Нидерландов. Писателю предлагали высокий пост в Вест-Индии или Суринаме при условии отказа от публикации романа. Он отказался и опубликовал роман в мае 1860 года в типографии де Рейтер в Амстердаме. Издатель изменил все географические названия и имена до неузнаваемости, и установил необычайно высокую для того времени цену в четыре гульдена за экземпляр. Кроме того, он обманным путём заставил автора отказаться от авторских прав, чтобы тот не мог настаивать на выпуске дешёвого издания. Тем не менее книга получила широкое распространение. Реакции на неё покрывали весь спектр от полного неприятия до глубокого восхищения. Хотя книга воспринималась и как политическая, в первую очередь критики обращали внимание на её литературные достоинства.
В дальнейшем Доувес Деккер решил продолжить писательскую карьеру под псевдонимом Мультатули. В 1866 году он эмигрировал в Германию, где оставался до конца жизни. В 1874 году умерла его жена, с которой они к этому времени уже давно жили раздельно, а в 1875 году он женился на Марии Хамминк Схепел. В 1877 году он из-за плохого здоровья вынужден был оставить литературную деятельность. Умер Эдуард Доувес Деккер в 1887 году в возрасте 66 лет в Германии. В это время кремация была запрещена в Нидерландах, и Мультатули, по всей видимости, стал первым кремированным нидерландцем. После кремации в Готе урна с его прахом до 1930 года стояла в доме его вдовы, после чего была передана в музей Мультатули в Амстердаме. Прах писателя был захоронен лишь 6 марта 1948 года, всего за два года до признания независимости Индонезии, на кладбище в Дрихейсе (провинция Северная Голландия).

## Творчество
Мультатули появился на нидерландской литературной сцене в период, когда та находилась под влиянием протестантского морализма. Отход её от последнего во второй половине XIX века не в последнюю очередь связан с творчеством самого Мультатули. В его ранних произведениях ещё прослеживается влияние романтизма, который практически отсутствует в нидерландской литературе. Так, в романе Макс Хавелаар присутствуют скрытые цитаты из Гейне. В дальнейшем Мультатули всё более и более склонялся к атеистическо-рационалистической картине мира, сформированной под сильным влиянием философов французского Просвещения.

## Признание
Вот что писал о творчестве и судьбе Мультатули Константин Паустовский:
«Выходец из семьи потомственных моряков, Мультатули был назначен правительственным чиновником на остров Яву, а недолгое время спустя — даже резидентом одного из округов этого острова. Его ждали почести, награды, богатство, возможный пост вице-короля, но… „пепел Клааса стучал в его сердце“. И Мультатули пренебрег этими благами.
С редким мужеством и упорством он пытался взорвать изнутри вековую практику порабощения яванцев голландскими властями и негоциантами. Он всегда выступал в защиту яванцев и не давал их в обиду. Он жестоко карал взяточников. Он насмехался над вице-королем и его приближенными, — конечно, добрыми христианами, — ссылаясь в объяснение своих поступков на учение Христа о любви к ближнему. Ему ничего нельзя было возразить. Но его можно было уничтожить.
Когда вспыхнуло восстание яванцев, Мультатули принял сторону восставших, потому что „пепел Класса продолжал стучать в его сердце“. Он с трогательной любовью писал о яванцах, об этих доверчивых детях, и с гневом — о своих соотечественниках.
Он разоблачил военную гнусность, придуманную голландскими генералами. Яванцы очень чистоплотны и не выносят грязи. На этом их свойстве и был построен расчет голландцев. Солдатам приказали забрасывать яванцев во время атак человеческим калом. И яванцы, встречавшие, не дрогнув, ожесточенный ружейный огонь, не выдерживали этого вида войны и отступали.
Мультатули был смещен и отправлен в Европу. Несколько лет он добивался от голландского парламента справедливости для яванцев. Он всюду говорил об этом. Писал петиции министрам и королю. Но тщетно. Его выслушивали неохотно и торопливо. Вскоре его объявили опасным чудаком, даже сумасшедшим. Он нигде не мог найти работы. Семья его голодала.
Тогда, повинуясь голосу сердца, он начал писать. Он написал разоблачительный роман о голландцах на Яве. „Макс Хавелаар, или Торговцы Кофе“. Но это была только первая проба. В этой книге он только нащупывал ещё зыбкую для него почву литературного мастерства.
Но зато его следующая книга — „Письма Любви“ — была написана с потрясающей силой. Эту силу давала Мультатули иступленная вера в свою правоту.»
В Амстердаме установлен памятник Мультатули, а также открыт его мемориальный музей. Практически в каждом крупном городе Нидерландов есть улица Мультатули.
Существует торговая марка «Макс Хавелар», используемая для сельскохозяйственных продуктов (в основном кофе), импортируемых из стран третьего мира на выгодных для них условиях.

## Произведения
- 1843 — «De eerloze» (пьеса, позже издана под названием «De bruid daarboven» (1864))
- 1859 — «Geloofsbelijdenis» (публикация в журнале De Dageraad)
- 1860 — «Indrukken van den dag»
- 1860 — «Max Havelaar of de koffiveilingen der Nederlandsche Handelmaatschappy» — «Макс Хавелар, или Тогровцы Кофе»
- 1860 — «Brief aan Ds. W. Francken z.»
- 1860 — «Brief aan den Gouverneur-Generaal in ruste»
- 1860 — «Aan de stemgerechtigden in het kiesdistrikt Tiel»
- 1860 — «Max Havelaar aan Multatuli»
- 1861 — «Het gebed van den onwetende»
- 1861 — «Wys my de plaats waar ik gezaaid heb»
- 1861 — «Minnebrieven» — «Письмо любви»
- 1862 — «Over vrijen arbeid in Nederlandsch Indië en de tegenwoordige koloniale agitatie» (брошюра)
- 1862 — «Brief aan Quintillianus»
- 1862 — «Ideën I» (включает, среди прочего, роман «De geschiedenis van Woutertje Pieterse»)
- 1862 — «Japansche gesprekken»
- 1863 — «De school des levens»
- 1864—1865 — «Ideën II»
- 1864 — «De bruid daarboven. Tooneelspel in vijf bedrijven» (пьеса)
- 1865 — «De zegen Gods door Waterloo»
- 1865 — «Franse rymen»
- 1865 — «Herdrukken»
- 1865 — «Verspreide stukken»
- 1867 — «Een en ander naar aanleiding van Bosscha’s Pruisen en Nederland»
- 1869—1870 — «Causerieën»
- 1869 — «De maatschappij tot Nut van den Javaan»
- 1870—1871 — «Ideën III»
- 1870—1873 — «Millioenen-studiën»
- 1870 — «Divagatiën over zeker soort van Liberalismus»
- 1870 — «Nog eens: Vrye arbeid in Nederlandsch Indië»
- 1871 — «Duizend en eenige hoofdstukken over specialiteiten» (сатира)
- 1872 — «Brief aan den koning»

### В русском переводе
- «О воспитании (с примерами)» — Вестник Иностранной Литературы, 1896, май.
- Избранные произведения: Пер. под ред. М. Демидовой, М. Чечановского; Предисл. М. Чечановского; Коммент. С. Г. Займовского — М.: Художественная литература, 1949. — 320 с.
- Макс Хавелаар, или Кофейные аукционы Нидерландского торгового общества, пер. М. И. Тубянского; — М.: Гослитиздат, 1959. — 288 с.